# 荷包岛
荷包岛位于中国广东省珠海市西南部，高栏岛西南，大杧岛以南，江门大襟岛以东的海域中，地处黄茅海的出海口处。面积约13平方公里。岛上多海滩，沿岸多海湾，主要有大南湾、藏宝湾（宝石滩）、笼统湾等八个海湾。位于南部的大南湾沙滩，长度约有4公里，纵深达200至500米，沙质柔软、均匀，有“十里银滩”之称，是著名的天然海滨泳场

。